# Camponotus fallax
Camponotus fallax é uma espécie de inseto do gênero Camponotus, pertencente à família Formicidae.